# کلوکوتشوف (ناحیه هاولیتشکوف برود)
کلوکوتشوف (به چکی: Klokočov) یک منطقهٔ مسکونی در جمهوری چک است که در ناحیه هاولیتشکوف برود واقع شده‌است. کلوکوتشوف ۲٫۲۱ کیلومتر مربع مساحت و ۱۲۳ نفر جمعیت دارد و ۵۳۵ متر بالاتر از سطح دریا واقع شده‌است.